# 드미트리 키셀료프 (언론인)
드미트리 콘스탄티노비치 키셀료프(러시아어: Дми́трий Константи́нович Киселёв, 1954년 4월 26일 ~ )는 러시아의 언론인로, 대표적인 친 정부 성향 언론인이다.
키셀료프는 2013년 블라디미르 푸틴 대통령의 지목으로 새로이 설립된 친정부 통신사 '로시야 세고드냐'(러시아의 오늘) 사장 자리에 앉았다. 당시 키셀료프는 야권 인사를 나치에 비유하고 동성애자의 헌혈과 장기 기증까지 금지해야 한다고 주장해 논란을 일으켰던 인물이었다.
2014년에 방송된 러시아 국영 텔레비전 뉴스 프로그램에 출연한 키셀료프는 크림반도가 러시아로 편입되는 과정을 문제삼은 미국에 대해 "러시아는 전 세계에서 미국을 방사능 잿더미로 만들 수 있는 유일한 나라"라고 선전했다. 2016년 미국 대통령 선거 때 키셀료프는 "클린턴은 대통령이 되거나 감옥에 가거나 둘 중의 하나를 선택할 수 있다" 등의 언사를 하며 힐러리 클린턴 후보에게 노골적인 비판을 가했다.